# Shaun Johnson

a Compétitions nationales et continentales officielles uniquement.

b Matchs officiels uniquement.
Shaun Johnson, né le 9 septembre 1990 à Auckland (Nouvelle-Zélande), est un joueur néo-zélandais de rugby à XIII évoluant au poste de demi de mêlée ou de demi d'ouverture dans les années 2010 et 2020.
Natif de Nouvelle-Zélande, il grandit dans ce pays et pratique le rugby à XIII très jeune. Avant même ses débuts en National Rugby League, il est très attendu en équipe jeunes aux New Zealand Warriors, au bon souvenir de Stacey Jones. Il fait ses débuts en NRL lors de la saison 2011 où il prend rapidement la place de titulaire au poste de demi de mêlée en charnière avec James Maloney et dispute la finale cette même première saison. Il devient un joueur incontournable de ce club jusqu'à son départ en 2018, mais ne compte que deux participations aux phases finales en huit années. L'instabilité du club néo-zélandais avec de multiples changements d'entraîneurs l'amène à rejoindre les Cronulla-Sutherland Sharks en Australie pendant trois saisons en 2018. Ambitieux, il manque toutefois d'aller plus loin que le premier tour de la phase finale, et se blesse la troisième année. En 2022, il retourne aux New Zealand Warriors. Critiqué par sa baisse de performances au cours de sa carrière, il revient au premier plan en 2023 parvenant à disputer une finale préliminaire avec son club et est nommé meilleur demi de mêlée de NRL, et clôt sa carrière lors de la saison 2024.
En sélection, il connaît sa première convocation en 2012 et reste durant une décennie le demi de mêlée référence de l'équipe de Nouvelle-Zélande avec trente-cinq sélections. Il dispute la Coupe du monde en 2013 et 2017, avec une finale perdue contre l'Australie lors de la première 34-2.

## Biographie
Jeune, il touche à plusieurs disciplines. Il debute au rugby à toucher puis s'oriente vers le rugby à XIII, le football australien et le rugby à XV. Il choisit d'embrasser une carrière dans le rugby à XIII après avoir signé pour les New Zealand Warriors en 2009. Grand espoir néo-zélandais, il est appelé en sélection junior puis fait ses débuts professionnels lors de la saison 2011 où rapidement il devient titulaire au poste de demi d'ouverture. Son éclosion au haut niveau est tel qu'il est retenu en équipe nationale à partir de 2012 et est pressenti comme le successeur de Benji Marshall. Ce dernier ayant décidé de changer de code, Johnson prend une place de titulaire en sélection et dispute la Coupe du monde 2013. Ses performances en club et sélection lui permettent d'être nommé meilleur joueur de l'année en 2014.

## Palmarès
- Collectif :
  - Finaliste de la Coupe du monde : 2013 (Nouvelle-Zélande).
  - Finaliste de la Coupe du monde de rugby à neuf : 2019 (Nouvelle-Zélande).
  - Finaliste du Tournoi des Quatre Nations : 2016 (Nouvelle-Zélande).
  - Finaliste de la National Rugby League : 2011 (New Zealand).

- Individuel :
  - Élu Golden Boot  : 2014.
  - Meilleur marqueur de points de la Coupe du monde : 2013 (Nouvelle-Zélande).
  - Elu meilleur demi de mêlée de la National Rugby League : 2023 (New Zealand).

### Détails en club
| Saison | Saison                     | Championnat | Championnat  | Championnat | Championnat | Championnat | Championnat | Championnat | Sélection | Sélection | Sélection | Sélection | Sélection | Sélection | Sélection |
| Saison | Saison                     | Comp.       | Class.       | M           | Pts         | Ess.        | Buts        | Dp.         | Compet.   | M         | Pts       | Ess.      | Buts      | Dp.       |           |
| ------ | -------------------------- | ----------- | ------------ | ----------- | ----------- | ----------- | ----------- | ----------- | --------- | --------- | --------- | --------- | --------- | --------- | --------- |
| 2011   | New Zealand Warriors       | NRL         | Finaliste    | 16          | 24          | 6           | -           | -           |           |           |           |           |           |           |           |
| 2012   | New Zealand Warriors       | NRL         | 14e          | 22          | 48          | 12          | -           | -           |           | 1         | 4         | 1         | -         | -         |           |
| 2013   | New Zealand Warriors       | NRL         | 11e          | 24          | 177         | 10          | 67          | 3           | CM        | 7         | 80        | 4         | 32        | -         |           |
| 2014   | New Zealand Warriors       | NRL         | 9e           | 21          | 163         | 9           | 63          | 1           | QN        | 5         | 36        | 2         | 14        | -         |           |
| 2015   | New Zealand Warriors       | NRL         | 13e          | 18          | 130         | 8           | 48          | 2           |           | 1         | 14        | 1         | 5         | -         |           |
| 2016   | New Zealand Warriors       | NRL         | 10e          | 24          | 125         | 10          | 42          | 1           | QN        | 6         | 5         | 1         | -         | 1         |           |
| 2017   | New Zealand Warriors       | NRL         | 13e          | 18          | 108         | 4           | 45          | 1           | CM        | 5         | 44        | 2         | 18        | -         |           |
| 2018   | New Zealand Warriors       | NRL         | 1er tour     | 19          | 142         | 4           | 61          | 4           |           | 4         | 28        | -         | 14        | -         |           |
| 2019   | Cronulla-Sutherland Sharks | NRL         | 1er tour     | 18          | 102         | 3           | 45          | -           |           | 3         | 12        | 3         | -         | -         |           |
| 2020   | Cronulla-Sutherland Sharks | NRL         | 1er tour     | 16          | 120         | 2           | 56          | -           |           |           |           |           |           |           |           |
| 2021   | Cronulla-Sutherland Sharks | NRL         | 9e           | 10          | 41          | 1           | 18          | 1           |           |           |           |           |           |           |           |
| 2022   | New Zealand Warriors       | NRL         | 15e          | 21          | 42          | 3           | 14          | 2           |           |           |           |           |           |           |           |
| 2023   | New Zealand Warriors       | NRL         | Finale prél. | 25          | 176         | 8           | 71          | 2           |           |           |           |           |           |           |           |
| 2024   | New Zealand Warriors       | NRL         | 13e          | 16          | 78          | 5           | 29          | -           |           | 3         | 2         | -         | 1         | -         |           |